# Église Saint-Martin d'Octeville
Pour les articles homonymes, voir Église Saint-Martin.
L'église Saint-Martin d'Octeville est un édifice catholique de style roman du XIIe siècle, qui se dresse sur le territoire de l'ancienne commune française d'Octeville, dans le département de la Manche, en région Normandie. L'édifice est partiellement inscrit au titre des monuments historiques.

## Localisation
L'église Saint-Martin est située dans le centre d'Octeville, commune intégrée depuis 2000 à Cherbourg-Octeville, puis à Cherbourg-en-Cotentin en 2016, dans le département français de la Manche.

## Historique
Dans un acte ducal de Guillaume, daté entre 1056 et 1066, la possession des églises d'Octeville, de Tourlaville et d'Équeurdreville est confirmée à l'évêque de Coutances. Nous trouvons ensuite l'église mentionnée dans un acte de 1160, dans lequel l'impératrice Mathilde l'Emperesse en donne le patronage à l'abbaye Notre-Dame du Vœu. Cette dernière l'avait acquit, pour 120 livres d'Anjou, de Roger II de Magneville, seigneur d'Olonde, quelques années plus tôt, avec tout ce que ce seigneur possédait à Octeville.
En 1205, les chanoines de l'abbaye du Vœu obtinrent le droit de desservir eux-mêmes l'église, dénotant l'importance de la paroisse à cette époque.

## Description
La date de construction de l'église est controversée. Elle a d'abord été attribuée  à l'abbaye Notre-Dame du Vœu. Au vu du décor et des bases des colonnes, Maylis Baylé la date entre 1120 et 1140, soit avant la donation à l'abbaye. Pour Julien Deshayes, le commanditaire serait un membre de la famille de Magneville, peut-être Étienne de Magneville.
L'église du XIIe siècle de style roman correspond au schéma roman ou proto-gothique d'un petit groupe régional bien caractérisé de petite église du Cotentin, avec notamment celles de Martinvast et Tollevast, où dès le premier quart du XIIe siècle, la croisée d'ogives est appliquée aux voûtements du chœur, dite « école de Lessay »,. Elle a probablement fait suite à une église préromane.
Le chevet, dont la corniche comporte une série de modillons, est épaulé de contreforts plats sculptés. Il se compose de deux travées droites voûtées sur d'épaisses croisées d'ogives et d'une abside semi-circulaire percée de trois étroites ouvertures. Cette dernière, massive et trapue, est dominée par le pignon oriental de la partie rectangulaire du chevet. La première des travées du chœur, celle qui s'ouvre sur la nef, supporte le clocher central. Elle arbore un arc triomphal surbaissé, décoré de frettes crénelées, et au-dessus, d'un grand christ en croix du début du XVIIIe siècle, en bois polychrome, provenant probablement de la perque, qu'encadrent deux statues naïves, saint Martin et saint Laurent.
La nef rectangulaire longue et étroite est couverte d'une charpente. Elle est flanquée au nord et au sud par deux petites chapelles formant transept. La chapelle sud est dédiée à la Vierge, celle du nord à saint Sébastien. Une pierre tombale est fixée sur le mur de la chapelle sud. Chacune des deux chapelles comprend un autel du début du XIXe siècle, que le curé Pierre Legras a restauré entre 1840 et 1864. De chaque côté de la porte nord de la nef sont scellées deux pierres tombales à croix nimbées .
Le clocher, du XIIe siècle, présente la particularité assez rare d'avoir une section de forme octogonale insérée entre deux sections de forme carrée. Il fut surélevé et coiffé au XVIe siècle par un toit en bâtière. À l'origine il devait être coiffé en pyramide, comme à l'église de Tamerville et aux Pieux. Chacune des faces de la partie hexagonale est percée d'une étroite fenêtre rectangulaire encadrée par deux colonnes à chapiteau et base, sous un arc décoré. La partie haute du clocher est soutenue à chacun de ses angles par une trompe concave à la décoration romane avec notamment des petites têtes grotesques logées au creux des trompes.
Le chœur du XIIe siècle, qui était entièrement peint, a été remanié aux XVIIIe et XIXe siècles. Les chapiteaux sculptés présentent différents décors, aussi bien sur les corbeilles (visages saillants, couple d'oiseaux) que sur les tailloirs (feuillages déployés ou recourbés), bien que quelques uns aient été bûchés à la Révolution. Les clefs de voûte décorées d'anneaux moulurés sont percées en leurs centres. Ce sont les anciens trous de fixation des luminaires.
En 1818, Charles de Gerville notait, « le chœur qui était un morceau curieux d'architecture romane très écrasée, a été depuis peu d'années tellement dénaturé sous prétexte de restauration qu'il serait difficile de s'y reconnaître ». Le chœur avait été restauré par François-Armand Fréret.

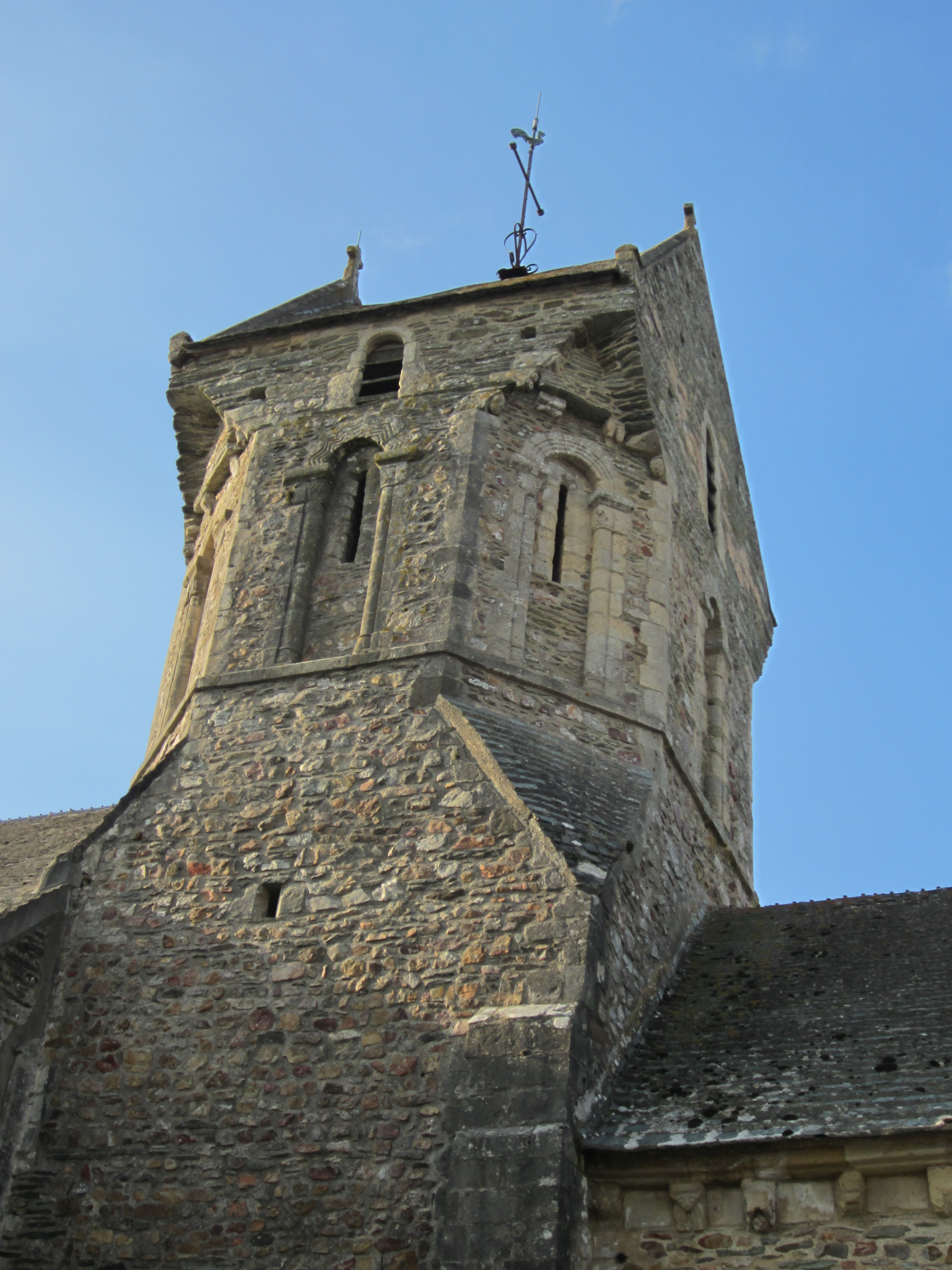
Le clocher.
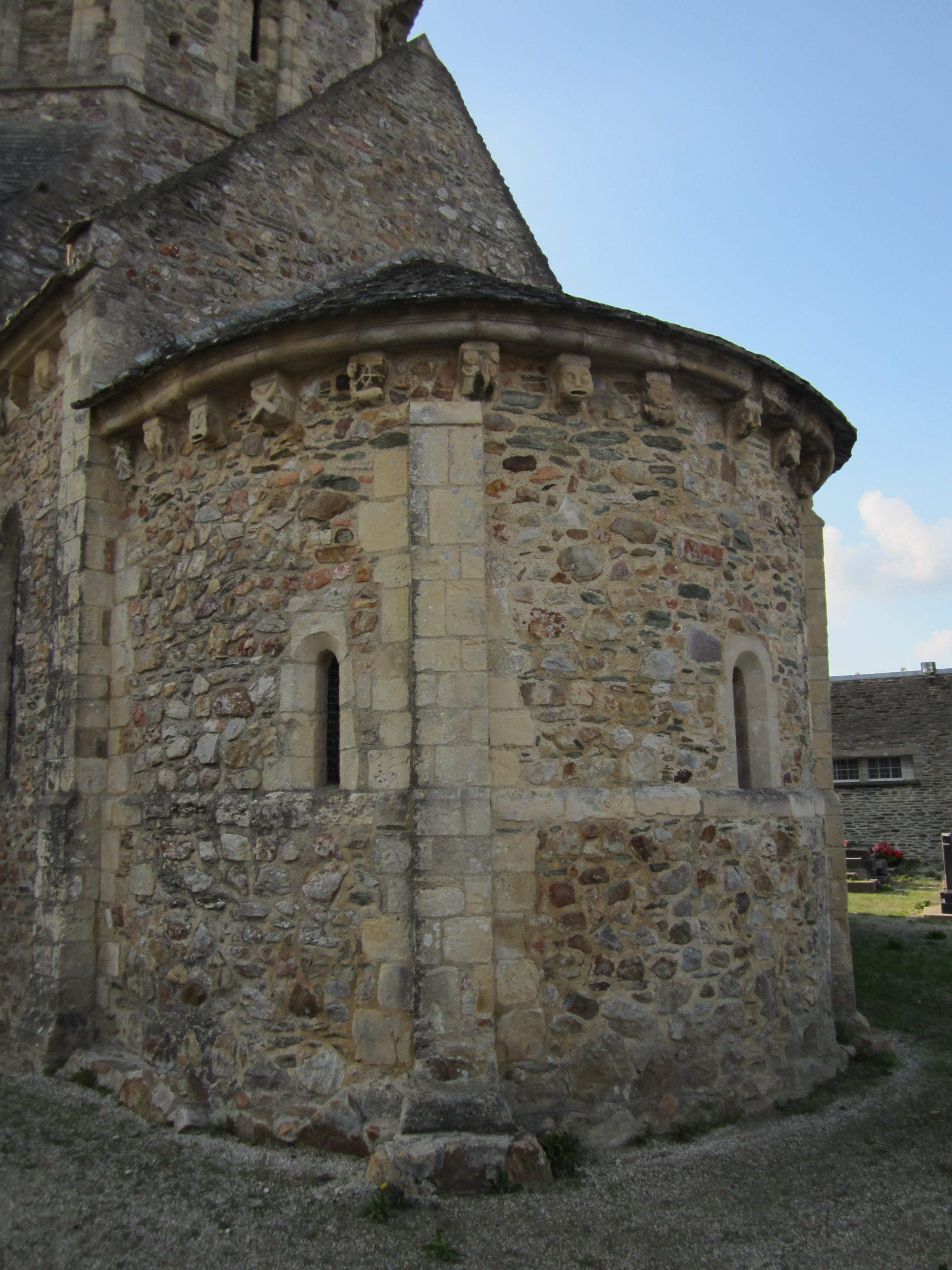
Le chevet.

## Protection
Le clocher, le chœur et l'abside sont inscrits au titre des monuments historiques par arrêté du 17 avril 1943.

## Mobilier
Un bas-relief d'origine romane daté du XIe siècle représentant la Cène, inséré dans le nouveau maître autel consacré en 1996, et qui se trouvait au-dessus de la porte de la sacristie jusqu'à cette date, est classé au titre objet aux monuments historiques depuis le 4 novembre 1908.
Deux statues du début du XIXe siècle, en bois, attribuées au sculpteur Armand Fréret sont également classées : une Vierge à l'Enfant intégrée à l'autel latéral sud et un saint Sébastien à l'autel latéral nord. L'autel latéral nord du XIXe siècle, avec son tabernacle, son retable et gloire, est inscrit au titre objet.